# Seznam ostrovů Erijského jezera

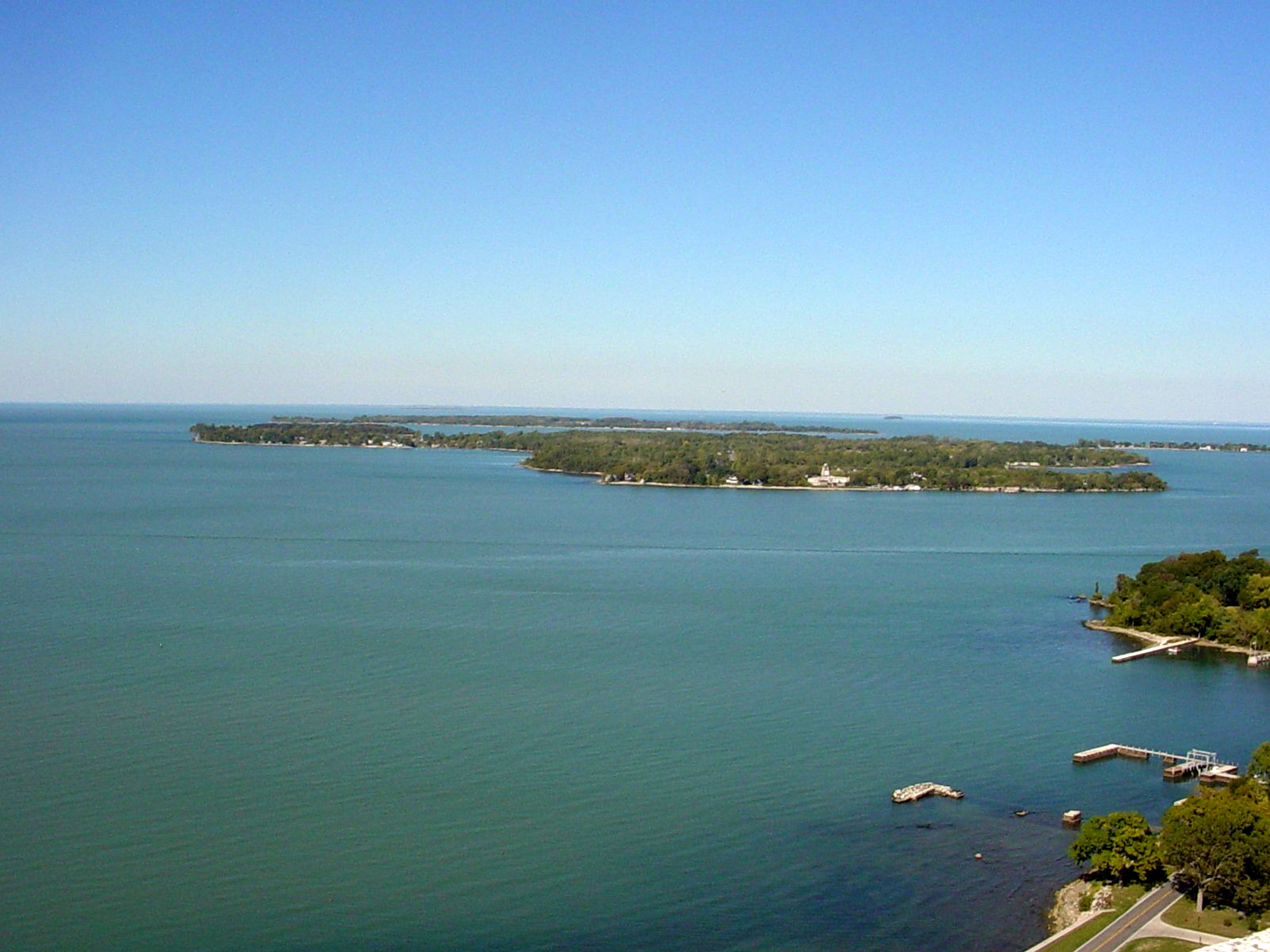
Ostrovy Erijského jezera

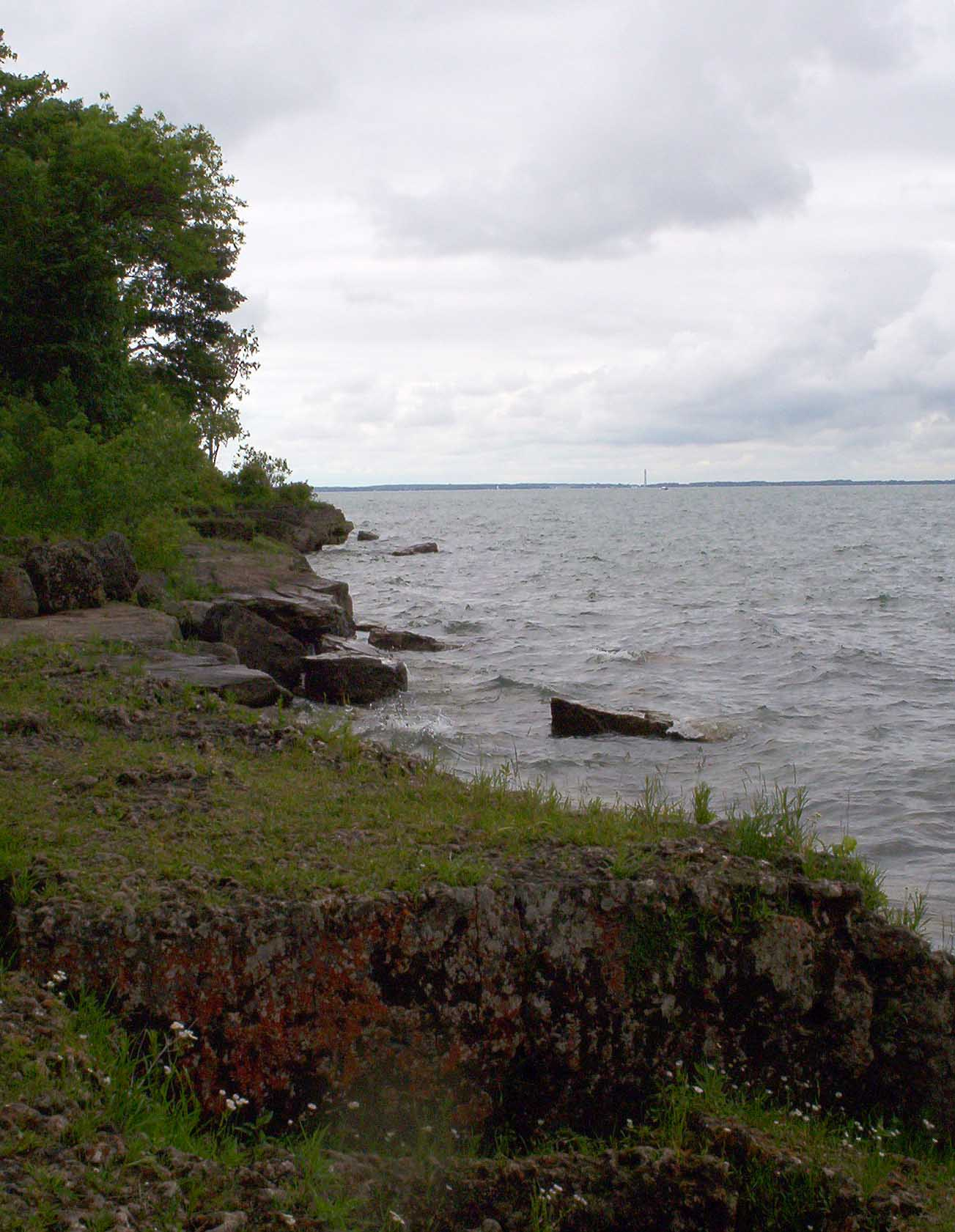
Pobřeží Kelleys Island

Toto je seznam ostrovů Erijského jezera.
| Jméno                                             | Stát/Provincie | Rozloha (km²) | Osídlení?                  |
| ------------------------------------------------- | -------------- | ------------- | -------------------------- |
| Pelee Island                                      | Ontario        | 41,79         | ano                        |
| Catawba Island (bývalý ostrov)                    | Ohio           | 14,8          | ano                        |
| Presque Island (bývalý ostrov)                    | Pensylvánie    | 12,594        | ano                        |
| Kelleys Island                                    | Ohio           | 11,42         | ano                        |
| South Bass Island                                 | Ohio           | 6,428         | ano                        |
| Middle Bass Island                                | Ohio           | 3,258         | ano                        |
| North Bass Island                                 | Ohio           | 2,786         | ano                        |
| Johnson's Island                                  | Ohio           | 1,215         | ano                        |
| Rattlesnake Island                                | Ohio           | 0,344         | ano                        |
| West Sister Island                                | Ohio           | 0,311         | nyní ne                    |
| Middle Island                                     | Ontario        | 0,186         | nyní ne                    |
| East Sister Island                                | Ontario        | 0,150         | ne                         |
| Sugar Island                                      | Ohio           | 0,123         | ano                        |
| Green Island                                      | Ohio           | 0,069         | nyní ne                    |
| Ballast Island                                    | Ohio           | 0,049         | ano                        |
| Middle Sister Island                              | Ontario        | 0,039         | nyní ne                    |
| Mohawk Island (dříve Gull Island)                 | Ontario        | 0,039         | nyní ne                    |
| Gibraltar Island                                  | Ohio           | 0,026         | ano                        |
| Starve Island                                     | Ohio           | 0,008         | ne                         |
| Turtle Island                                     | Ohio/Michigan  | 0,005         | nyní ne                    |
| Mouse Island                                      | Ohio           |               | nyní ne                    |
| Indian Island                                     | Michigan       |               | ne                         |
| Hen Island a Big Chicken, Chick, a Little Chicken | Ontario        |               | ostrov Hen ano, ostatní ne |
| North Harbour Island                              | Ontario        |               | ano                        |
| Ryerson's Island                                  | Ontario        |               | ano                        |
| Second Island                                     | Ontario        |               | ne                         |
| Buckeye Island                                    | Ohio           |               | ne                         |
| Lost Ballast Island                               | Ohio           |               | ne                         |
| Snow Island                                       | Ontario        |               | ne                         |
| Gull Island, Ohio                                 | Ohio           |               | ne                         |
| Gard Island                                       | Michigan       |               | nyní ne                    |
| Kafralu Island                                    | Ohio           |               | nyní ne                    |
| Bird Island                                       | New York       |               | ne                         |